# Jurij Pachomow
Jurij Nikołajewicz Pachomow (ros. Юрий Николаевич Пахомов, ur. 15 lipca 1928 w Kungurze, zm. 22 października 2014 w Kijowie) – radziecki i ukraiński ekonomista i polityk.

## Życiorys
Rosjanin, 1953 ukończył Kijowski Uniwersytet Państwowy im. T. Szewczenki, od 1955 pracował jako wykładowca. Doktor nauk ekonomicznych, potem profesor. Od 1953 członek KPZR, 1980-1987 rektor Kijowskiego Instytutu Gospodarki Narodowej, 1987-1988 zastępca dyrektora Instytutu Filozofii Akademii Nauk Ukraińskiej SRR, 1988-1991 akademik-sekretarz Wydziału Ekonomii Akademii Nauk Ukraińskiej SRR. Jednocześnie 1990-1991 dyrektor Instytutu Socjologii Akademii Nauk Ukraińskiej SRR, 1990-1991 członek KC KPZR. Po rozpadzie ZSRR pracownik naukowy Narodowej Akademii Nauk Ukrainy.